# 斯图利内韦 (镇)
47°12′34″N 36°1′31″E / 47.20944°N 36.02528°E
斯圖利內韋（烏克蘭語：Стульневе）是位於烏克蘭東南部的農村聚落，由扎波羅熱州別爾江斯克區的切爾尼希夫卡市鎮負責管轄。該村處於托克馬克河左岸，距離卡緬卡1.5公里，始建於1835年，面積0.14平方公里，海拔高度98米，2001年人口231。